# The Time (Bros)
The Time (UK #4) è il secondo album in studio dei Bros. I singoli estratti da questo disco sono quattro: "Too Much" e "Chocolate Box" prima della pubblicazione, "Sister" e "Madly In Love" a posteriori.
Uscito a ottobre 1989, segna il ritorno sulle scene del duo dopo lo straordinario successo di Push. Le vendite saranno solide, ma non al livello del predecessore.
Alla stesura dei brani, questa volta, Matt Goss e Luke Goss affiancano Nick Graham che peraltro funge nuovamente da produttore.

## Il disco
L'album è trainato dai singoli "Too Much" (UK #2) e "Chocolate Box" (UK #9). Gli altri due singoli estratti sono "Sister" (UK #10), dedicato alla sorella morta l'anno precedente, e "Madly in love" (UK #14).
La critica britannica sarà artefice di recensioni pressoché negative. I testi, quand'anche forieri di messaggi di pace e tolleranza, vengono giudicati banali e privi di personalità. Musicalmente, il pop che fa da corollario al disco viene giudicato trascurabile e di scarso impatto.
In questo album vi sono 3 canzoni che, a livello melodico, nascono da una radice e da una linea melodica comune: "Madly in love", "Too Much" e "I'll count the Hours" (b-side di "Sister").

## Tracce
1. "Madly in Love"
2. "Too Much"
3. "Chocolate Box"
4. "Money"
5. "Streetwise"
6. "Club Fool"
7. "Black & White"
8. "Don't Bite the Hand"
9. "Space"
10. "Sister"
11. "Life's a Heartbeat"